# E66
La ruta europea E66 és una carretera que forma part de la Xarxa de carreteres europees. Comença a Franzensfeste (Itàlia) i finalitza a Székesfehérvár (Hongria). Té una longitud aproximada de 651 km i una orientació d'est a oest. La carretera passa per Itàlia, Àustria i Hongria.

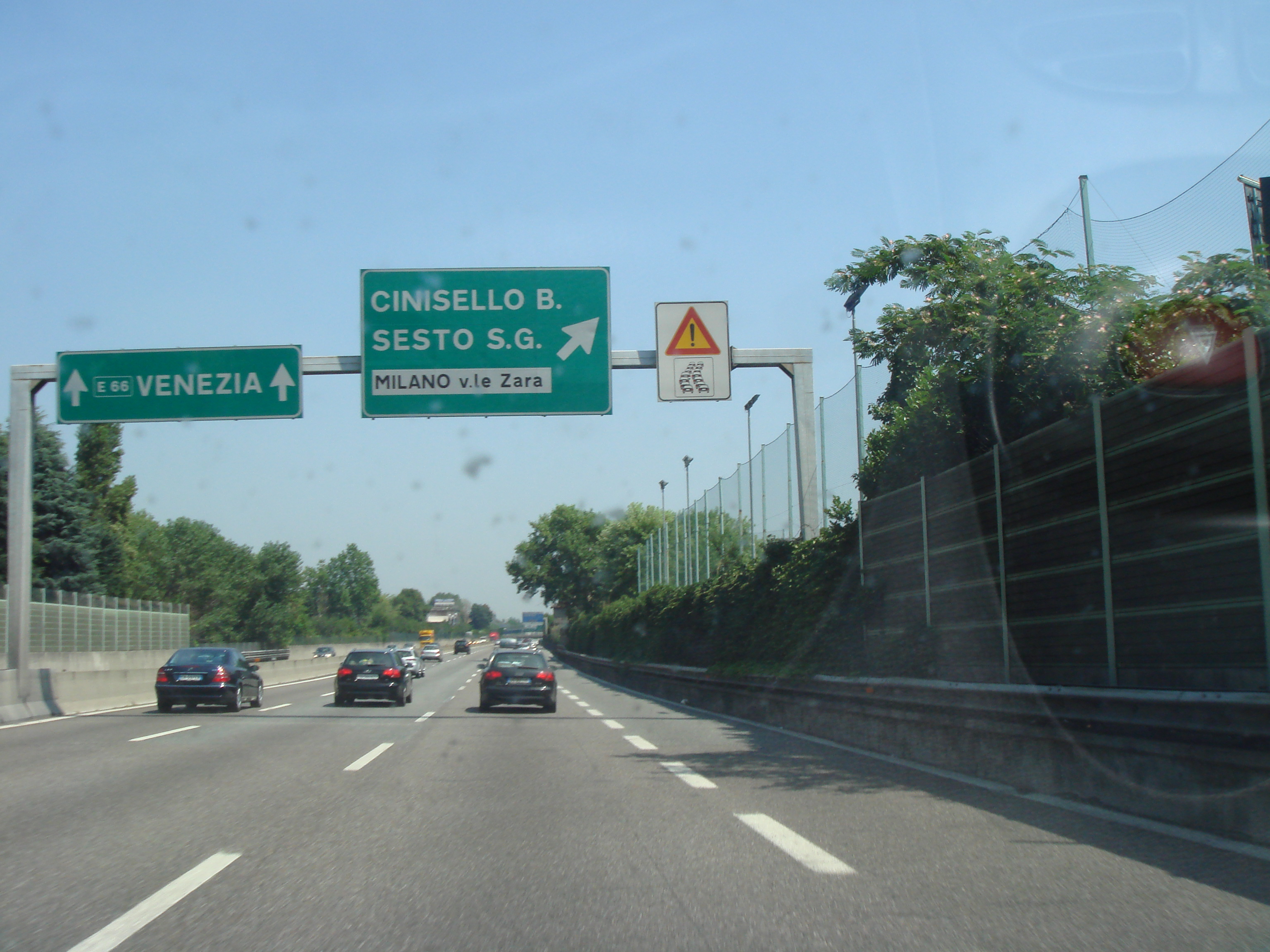
L'E66 a Itàlia.